# Giacomo Strepa
Giacomo Strepa, ovvero Jakub Strzemię (Cracovia, 1340 circa – Leopoli, 20 ottobre 1409), fu un religioso francescano polacco, arcivescovo di Halyč dal 1391 alla morte. Fu beatificato, per equipollenza, da papa Pio VI nel 1790.

## Biografia
Il cognome Strepa (in polacco Strzemię) gli deriva da una tradizione che lo vuole membro di una nobile famiglia polacca che aveva nello stemma una staffa.
Fu religioso dell'Ordine dei frati minori e membro della Società dei frati pellegrini di Cristo, che riuniva frati francescani e domenicani impegnati nelle missioni in Rutenia e Moldavia. Fu padre guardiano del convento di Santa Croce a Leopoli, inquisitore in Rutenia e vicario generale dei frati pellegrini.
Papa Bonifacio IX lo elesse arcivescovo metropolita di Halyč il 27 giugno 1391: ricevette la consacrazione episcopale a Tarnów agli inizi del 1392. Strepa fondò parrocchie, eresse chiese, incrementò le missioni francescane e domenicane e promosse la devozione eucaristica e mariana.
Anche se la sede metropolitana era Halyč, Giovanni risiedette abitualmente a Leopoli e nel 1406 vi riunì per un sinodo provinciale i vescovi di Przemyśl, Chełm e Lodomeria, suoi suffraganei.
Morì nel 1409 e, secondo le sue volontà, fu sepolto nel coro della chiesa del convento francescano di Santa Croce a Leopoli. Lasciò in eredità i suoi beni personali ai poveri.

## Culto
La sua fama di santità si diffuse rapidamente: nel 1626 l'arcivescovo Jan Andrzej Próchnicki fece la ricognizione delle sue reliquie e fece erigere una statua di alabastro sulla sua tomba; una commissione per l'esame di vita, virtù e miracoli di Strepa fu costituita dall'arcivescovo Wacław Hieronim Sierakowski nel 1777.
Il suo culto ab immemorabili fu confermato da papa Pio VI l'11 settembre 1790.
Nel 1909, in occasione del V centenario della sua morte, il beato Giovanni Strepa fu dichiarato patrono dell'arcidiocesi di Leopoli e della provincia polacca dei frati minori conventuali.
Il suo elogio si legge nel Martirologio romano al 20 ottobre.